# 西川ゴム工業
西川ゴム工業株式会社（にしかわゴムこうぎょう）は、広島県広島市西区に本社を置く自動車用シール製品などを製造、販売するメーカーである。

## 沿革
- 1934年 - 西川護模工業所を創業。
- 1949年 - 西川ゴム工業株式会社を設立。
- 1991年 - 広島証券取引所に上場。
- 2000年 - 広島証券取引所廃止により、東京証券取引所2部に上場。
- 2005年 - 後山化工株式会社が、西和工業株式会社および株式会社とよひら西川から自動車事業部門の営業を、株式会社おおあさ西川から自動車事業部門の一部の営業を承継する吸収分割を行い、株式会社西川ビッグオーシャンへ社名変更。  西和工業株式会社が、株式会社とよひら西川の産業資材事業部門を合併し、株式会社とよひら西川は解散。株式会社おおあさ西川が、株式会社いはら西川から自動車事業部門の営業を承継する吸収分割を行い、株式会社西川ビッグウェルへ社名変更。  西川ゴム工業株式会社が株式会社いはら西川の設備設計・製作事業部門を合併し、株式会社いはら西川は解散。  西和工業株式会社が西川理化株式会社を合併し、西川理化株式会社は解散。
- 2007年 - 西川化成株式会社がジー・ピー・ダイキョー株式会社と合併し、ダイキョーニシカワ株式会社へ社名変更。Nishikawa of America, Inc.がNishikawa Engineering of America Inc.を吸収合併し，Nishikawa Engineering of America Inc.は解散。
- 2008年 - 西川物産株式会社が株式会社ナチュラブを吸収合併し、株式会社ナチュラブは解散。

## 所在地
- 本社 - 広島県広島市西区
- 白木工場 - 広島県広島市安佐北区
- 安佐工場 - 広島県広島市安佐北区
- 吉田工場 - 広島県安芸高田市
- 三原工場 - 広島県三原市

## 関係会社
国内
- 西川物産(株)
- (株)西川ビッグオーシャン
- (株)西和物流
- (株)西川ゴム山口
- ダイキョーニシカワ(株)
- 西川デザインテクノ(株)

海外
- NISHIKAWA COOPER LLC
- Nishikawa of America, Inc.
- Nishikawa Tachaplalert Cooper Ltd.
- 上海西川密封件有限公司
- 広州西川密封件有限公司
- 西川橡胶（上海）有限公司
- NISHIKAWA COOPER MEXICO S.A. de C.V.
- ALP NISHIKAWA CO., LTD.
- PT. NISHIKAWA KARYA INDONESIA